# أميرة حذيفي
أميرة حذيفي ممثلة ومؤدية صوت سورية.

## عن حياتها
شاركت في العديد من الأعمال التلفزيونية وفي مجال دبلجة الرسوم المتحركة مع مركز الزهرة.

## أعمالها

### في الدوبلاج
- إنيوشا - رين - شيبو
- المحقق كونان - إيومي - ساتو - أوكو - يوكو - كيساكي
- المحقق كونان: جلاد زيرو - إيومي - ساتو
- محققو الحيوانات - دانية
- باكوغان ج1 ج2 ج3 - تايغريرا - لميس - أم واثق
- الثابتون - أزيا
- سوبر سونيك سبنر - روان
- قتال الطيف - يوكي
- البؤساء - كوزيت
- فمبلز - فلوري
- شهد والأبطال - حمراء
- سوبر بيدا مان
- ساكورا - ريكوان
- شعلة ريكا - كاجيرو
- ينبوع الأحلام - زين (الصوت الأول)
- دراغون بول Z ج2 - هوشي
- دراغون بول زد كاي - هوشي (الصوت الاول) ، تشي تشي (الصوت الاول)
- دراغون بول سوبر - تشي تشي (الصوت الثاني)
- سابق ولاحق ماكس - زين
- الصغيرات المدهشات - هيزل
- الفيكسيز - سمكا
- كوكوتاما - أمل
- مهرتي الصغيرة
- أبطال الكرة الفرسان - حيان
- أبطال الكرة - سلام
- بي باتل بيرست- ضاري
- مونستر هانتر ستوريس رايد اون - شيفال - فلوف - لولوا
- رينبو روبي - روبي
- ظريف الطريف - ظريف الطريف
- بي باتل بيريت إيفيلوشن - ضاري
- بي باتل برست تيربو - فيصل - ضاري
- كاليميرو 2013 نسخة مركز الزهرة - كاليميرو
- كاتوري - جاك
- كوكولي - مينكي
- هيتي فيذر - مديرة الميتم
- هنتر أكس هنتر 2011 - كيلوا زولديك - الخالة ميتو - دمية ناكل ( الصوت الأول )
- ماي هيرو أكاديمي ج1 ج2 ج3 - كاتسوكي باكوغو
- داي الشجاع (2020)- داي (الصوت الأول)
- يواموشي بيدال الجزء الأول - ناروكو
- أبطال الديجيتال (2020)- يامن (الصوت الأول)

### الدراما
- حريم السلطان - السلطانة فاطمة
- الرحمة - نسرين